# Gunung Singgah Mata (berg i Indonesien, lat 5,06, long 96,39)
Gunung Singgah Mata är ett berg i Indonesien.   Det ligger i provinsen Aceh, i den västra delen av landet, 1 700 km nordväst om huvudstaden Jakarta. Toppen på Gunung Singgah Mata är 1 524 meter över havet, eller 435 meter över den omgivande terrängen. Bredden vid basen är 5,3 km.
Terrängen runt Gunung Singgah Mata är kuperad åt nordost, men åt sydväst är den bergig.Runt Gunung Singgah Mata är det ganska tätbefolkat, med 60 invånare per kvadratkilometer. I omgivningarna runt Gunung Singgah Mata växer i huvudsak städsegrön lövskog.